# 福山慶子
福山慶子（日語：ふくやまけいこ，1961年9月7日—），日本漫畫家。東京都出身。

## 作品

### 漫畫
- 夢幻谷的貓公主、全4冊
- 雪國幻之旅、全3冊
- 有機先生的鄰居、全1冊、原名
- 星之島璐璐、全2冊、原名

田中芳樹原作
- 夏日魔術、全2冊、原名
- 亞普菲蘭特、全1冊、原名

### 小說插畫
田中芳樹的小說插畫（僅限日文版）